# Enciclopèdia Nacional Azerbaidjanesa
L'Enciclopèdia Nacional Azerbaidjanesa (en àzeri, Azərbaycan Milli Ensiklopediyası) és una enciclopèdia universal que s'està publicant des del 2007 a Bakú.

## Història
El primer intent de publicar una enciclopèdia azerbaidjanesa fou al principi del segle xx, però no va reeixir.
El 30 de desembre de 1965 es decretà l'ordre de publicar l'Enciclopèdia Soviètica Azerbaidjanesa, però el primer volum no aparegué fins al 1970, i després se suspengué la publicació perquè no s'ajustava als criteris legals del règim soviètic. Ja d'acord amb l'ordre de publicació, el 1975 i fins al 1987 es va reprendre l'enciclopèdia des del principi, i es va completar tota, substituint fins i tot el volum previ.
Després de la independència, un nou decret datat el 30 de maig del 2000 ordenà la publicació d'una nova Enciclopèdia Nacional Azerbaidjanesa. A més, el 5 de maig del 2004, fou establert per decret presidencial el Centre de Recerca de l'Enciclopèdia Nacional Azerbaidjanesa, encarregat de la redacció i de la publicació de l'obra. L'Acadèmia Nacional de Ciències de l'Azerbaidjan tutela l'enciclopèdia. Les 25.000 primeres còpies, editades per Sherg-Gerb, foren lliurades gratuïtament a les biblioteques i altres entitats.
El 2007 es publicà el volum especial Azerbaijan. A continuació, el 2009 va sortir el primer volum de l'Enciclopèdia Nacional Azerbaidjanesa. Hi ha la intenció de treure un total de 20 volums de l'enciclopèdia, amb entre 800 i 900 pàgines cadascun. S'imprimiran 30.000 còpies de cada volum.

## Edicions

### Versió russa
Es van treure 5.000 exemplars d'una versió de l'enciclopèdia en llengua russa. Es tracta d'una miscel·lània general sobre Azerbaidjan, que conté informació sobre història, cultura, literatura, ciència i educació del país.  
I el 2012 es va publicar a Alemanya un volum especial en rus.

### Altres edicions
- Azərbaycan — Enciclopèdia Nacional Azerbaidjanesa — ISBN 978-9952-441-01-7.
- A – Argelander — Enciclopèdia Nacional Azerbaidjanesa — ISBN 978-9952-441-02-4.
- Argentina – Babilik — Enciclopèdia Nacional Azerbaidjanesa — ISBN 978-9952-441-05-5.
- Babilistan – Bəzirxana — Enciclopèdia Nacional Azerbaidjanesa — ISBN 978-9952-441-07-9.
- Bəzirxana – Brünel — Enciclopèdia Nacional Azerbaidjanesa — ISBN 978-9952-441-03-1.
- Büssel – Çimli-podzol torpaqlar — Enciclopèdia Nacional Azerbaidjanesa — ISBN 978-9952-441-10-9.
- Çin – Dərk — Enciclopèdia Nacional Azerbaidjanesa — ISBN 978-9952-441-11-6.